# Porque te vas
«Porque te vas» (произношение: [poɾˈke te βas]) — песня Хосе Луиса Пералеса, получившая известность в исполнении испанской певицы Жанетт. Использована в фильме «Выкорми ворона».
Русская кавер-версия песни на слова Владимира Лугового под названием «В последний раз» была записана вокально-инструментальным ансамблем «Весёлые ребята» (солистка Людмила Барыкина) и выпущена в 1979 году в альбоме «Музыкальный глобус». В 1999 году свою версию выпустила группа Masterboy. В 2011 году, почти через 40 лет после выхода песни, была записана английская версия андоррским певцом Джеком Люсьеном, под названием «You’re Leaving Me».

## Список композиций

### 7-дюймовый сингл
| №  | Название        | Автор(ы)          | Длительность |
| -- | --------------- | ----------------- | ------------ |
| 1. | «Porque te vas» | Хосе Луис Пералес | 3:21         |

| №  | Название         | Автор(ы)                             | Длительность |
| -- | ---------------- | ------------------------------------ | ------------ |
| 1. | «Seguiré amando» | Жанетт Димех; Рафаэль Карлос Коломбо | 3:01         |

## Чарты
| Чарт (1976)                       | Наив. поз. |
| --------------------------------- | ---------- |
| Германия (Media Control Charts)   | 1          |
| Австрия (Ö3 Austria Top 40)       | 13         |
| США (Billboard Hot Latin Tracks)  | 1          |
| Испания (Promusicae)              | 1          |
| Европа (European Hot 100 Singles) | 24         |
| Франция (SNEP)                    | 1          |
| Финляндия                         | 6          |
| Нидерланды (MegaCharts)           | 85         |
| Мексика                           | 1          |
| Португалия                        | 6          |
| Швейцария (Suiza Singles Chart)   | 4          |

| Чарт (2008)                     | Наив. поз. |
| ------------------------------- | ---------- |
| США (Billboard Latin Pop Songs) | 28         |

| Чарт (2010)                         | Наив. поз. |
| ----------------------------------- | ---------- |
| Rolling Stone España («200 лучших») | 43         |

| Регион         | Сертификация | Продажи |
| -------------- | ------------ | ------- |
| Франция (SNEP) | Золотой      | 850,000 |
| Германия       | —            | 400,000 |